# Victor Louis
Pour les articles homonymes, voir Louis.
Louis-Nicolas Louis, dit Victor Louis, est un architecte français né à Paris le 10 mai 1731 et mort dans la même ville le 2 juillet 1800.

## Biographie
Louis-Nicolas Louis naît le 10 mai 1731 à Paris. Il est le fils de Louis Loüis, maître maçon et entrepreneur. Victor Louis conserve ses prénoms de Louis-Nicolas jusqu'à son retour de Rome (Italie) ; il signera Victor à partir de 1765.
Victor Louis entre à l'École royale d'architecture en 1746 avant l'âge réglementaire qui était de 16 ans ; il y est élève de Louis-Adam Loriot, membre de l'Académie royale d'architecture. En 1755, après neuf années d'études, il obtient dans un concours une médaille d'or lui donnant le droit d'aller à Rome (prix de Rome en architecture, ex æquo avec Charles Maréchaux pour une chapelle sépulcrale) où il séjourne au palais Mancini de 1756 à 1759. Il y sera le condisciple de Jean-Honoré Fragonard et d'Hubert Robert. Le peintre Charles-Joseph Natoire qui dirige l'Académie de France à Rome n'apprécie pas Victor Louis qui se distingue par un « caractère peu docile et emporté » et fait des dettes. Mais Victor Louis travaille avec acharnement, passionné par la Rome antique et Le Piranèse. Il admire aussi la Rome contemporaine. Les œuvres du Bernin lui inspirent des compositions grandioses.
D'abord spécialisé dans les commandes religieuses, il réalise ensuite de nombreuses résidences privées. Le maréchal de Richelieu, petit-neveu du cardinal dont il a rénové l'hôtel particulier, rue Neuve-Saint-Augustin à Paris, le fait venir à Bordeaux — où il est gouverneur de Guyenne — pour construire le théâtre de la ville. Il sera initié à la franc-maçonnerie à Bordeaux et sera un membre éminent de la loge maçonnique la Française Élue à l'Orient d'Aquitaine. Il répond par la suite à de nombreuses commandes de châteaux dans le Bordelais. Philippe d'Orléans, Grand Maître de la franc-maçonnerie, rencontré à Bordeaux en 1776 alors que ce dernier vient poser la première pierre du Grand Théâtre, lui demande de réaliser les premiers aménagements de la galerie du Palais-Royal.
Entre 1764 et 1772, et même 1779, Victor Louis est en contact avec la commande polonaise (le roi Stanislas Auguste Poniatowski) et certaines de ses œuvres sont réalisées à Varsovie.
Le 20 juillet 1770, il épouse la compositrice et pianiste Marie-Emmanuelle Bayon. Ils vivent à Paris, place Vendôme, mais séjourneront aussi à Bordeaux. Ils ont une fille unique, Marie-Hélène-Victoire Louis, née en 1774 et morte le 21 janvier 1848 à Cahaignes. Il est dit que la famille Louis a été la dernière à avoir occupé la chartreuse d'Aubevoye jusqu'en 1834, année de l'aliénation. En fait, Hélène Louis épouse Charles Ethis de Corny, maire de cette dernière commune.

## Réalisations

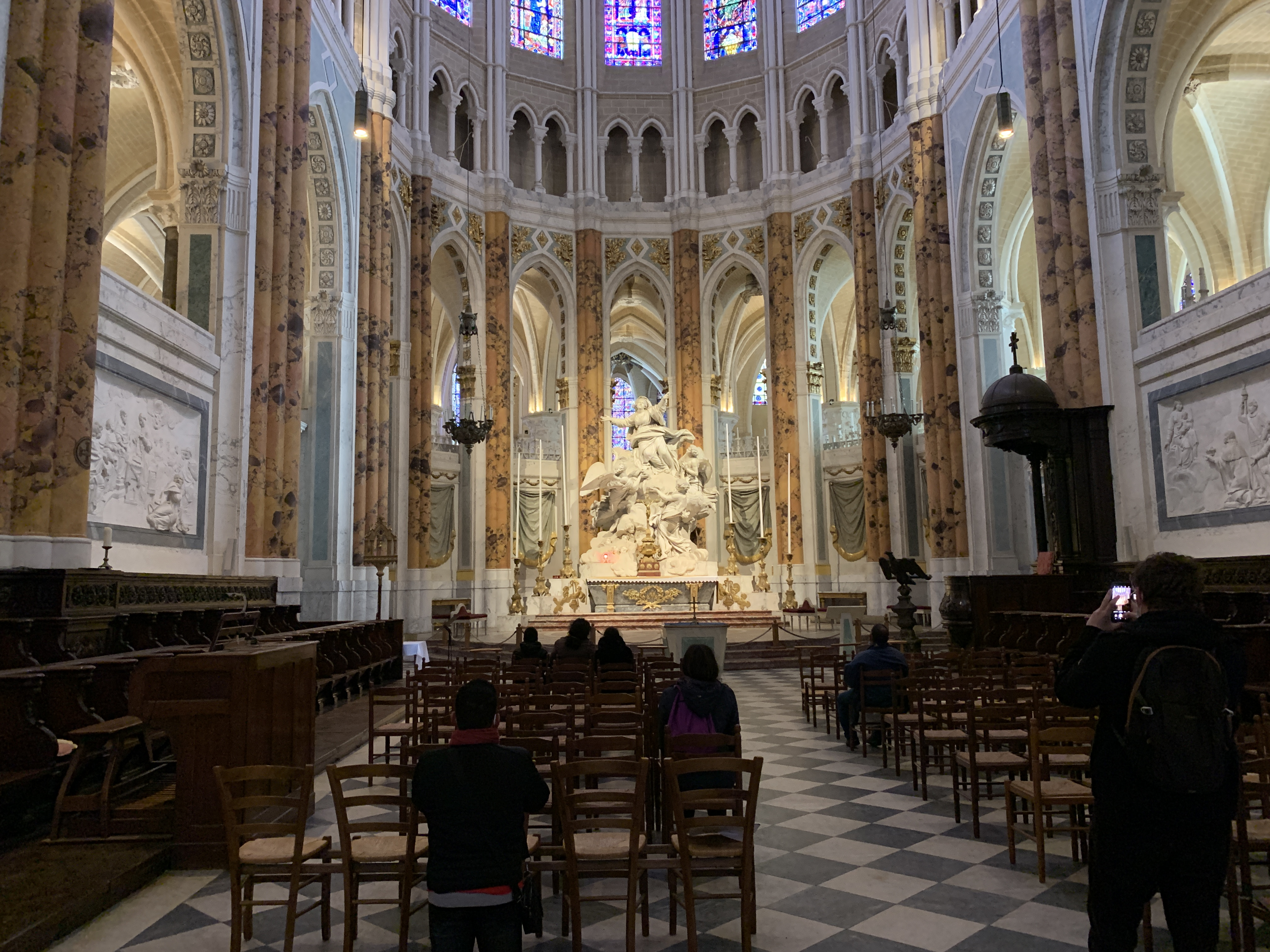
Décor du chœur de la cathédrale de Chartres (1767-1773) et (1786-1789).

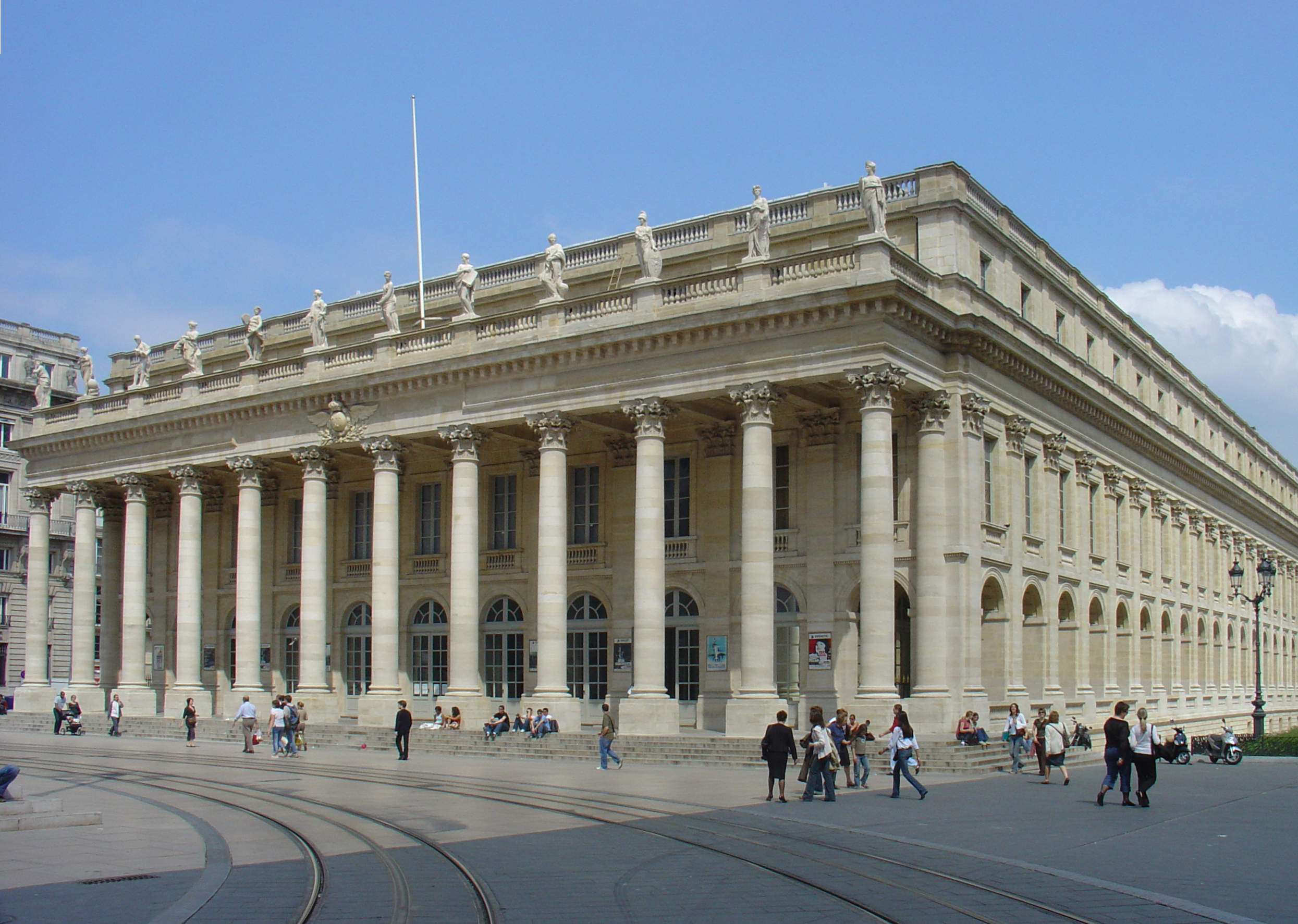
Grand-Théâtre de Bordeaux (1773-1780).

- 1760 : chapelle du purgatoire de l'église Sainte-Marguerite dans le 11e arrondissement de Paris.
- 1760 : chapelle et porche du couvent des Bénédictines du Bon-Secours, 98 rue de Charonne dans le 11e arrondissement de Paris (détruit).
- 1767-1773 : décor du chœur de la cathédrale Notre-Dame de Chartres jusqu'à la consécration du maître-autel (1re partie)[5], avec le pavement[6], le revêtement mural[7], le maître-autel[8], quatre bénitiers[9] et deux lustres[10].
- 1771-1779 : hôtel de l'intendance de Franche-Comté, actuel hôtel de préfecture du Doubs à Besançon avec Nicolas Nicole comme architecte d'exécution[11].
- 1772-1778 : château de La Rochette[12], à proximité de Melun.

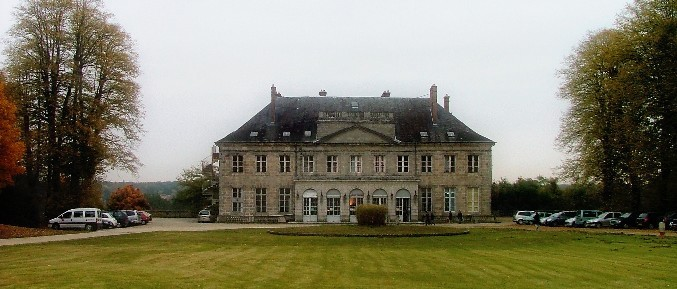
Le château de La Rochette (1772-1778).

- 1773-1780 : Grand Théâtre de Bordeaux[13].
- 1774-1778 : hôtel Boyer-Fonfrède, 1 cours du Chapeau-Rouge à Bordeaux[14].
- 1774 : château de Virazeil (Lot-et-Garonne).
- 1775-1778 : hôtel Lamolère, rue Esprit-des-Lois à Bordeaux.
- 1775 : château de Bellevue, à Yvrac. Ce délicat petit château constituait, avec son entrée ménagée sous un escalier en fer à cheval, un des chefs-d'œuvre de l'architecte. Il fut détruit en 2012 par l'industriel russe Dmitry Strokin, puis reconstruit à l'identique par le même propriétaire[15].
- 1775-1777 : hôtel Nairac à Bordeaux.
- 1775-1777 : Hôtels Saige et Legrix, ancien hôtel de préfecture de Bordeaux (jusqu'en 1993)[16].
- 1776-1778 : château de Saint-Maur à Argent-sur-Sauldre (Cher)[17].
- 1778 : château de Tauzia à Gradignan et château d'Anglade à Izon (Gironde).
- 1780 : château de Lahitte[18],[19] à Moncrabeau (Lot-et-Garonne).
- 1782-1787 : agrandissements de l'église Saint-Éloi de Dunkerque[20].
- 1783 : château Raba[21] à Talence (Gironde).
- 1785 : château de Filières à Gommerville (Seine-Maritime).
- 1786-1789 : château du Bouilh à Saint-André-de-Cubzac (Gironde) pour le compte de Jean-Frédéric de La Tour du Pin Gouvernet[22].
- 1786-1789 : décor de la partie rectiligne du chœur de la cathédrale Notre-Dame de Chartres jusqu'à la Révolution (2e partie)[5], avec le pavement[6], le revêtement mural[7] et les stalles (111)[23].
- 1786-1790 : Salle Richelieu (où réside depuis 1799 la Comédie-Française), ainsi que les galeries attenantes, au Palais-Royal à Paris.
- 1787 : Cirque du Palais-Royal, ancienne salle de spectacle dans le jardin du Palais-Royal.
- 1787-1789 : château de l'Hospital à Portets (Gironde).
- 1791 : acquiert la chartreuse de Bourbon-lès-Gaillon (Aubevoye-Eure). Le manoir familial, auquel il avait réduit la chartreuse reconstruite pourtant par son ami Helin juste avant la Révolution, est détruit par suite d'une longue période d'inoccupation (Louis mort en 1800 ; sa veuve en 1825 ; leur fille est veuve en 1829) à partir de 1834 par les racheteurs[24].
- 1792-1794 : château l'Enclos à Pineuilh.
- 1788-1792 : hôtel de la Motte-Sanguin, 2, rue Solférino à Orléans[25].
- 1780 : Château Rabaud-Promis à Bommes (Gironde)

Réalisations de Victor Louis
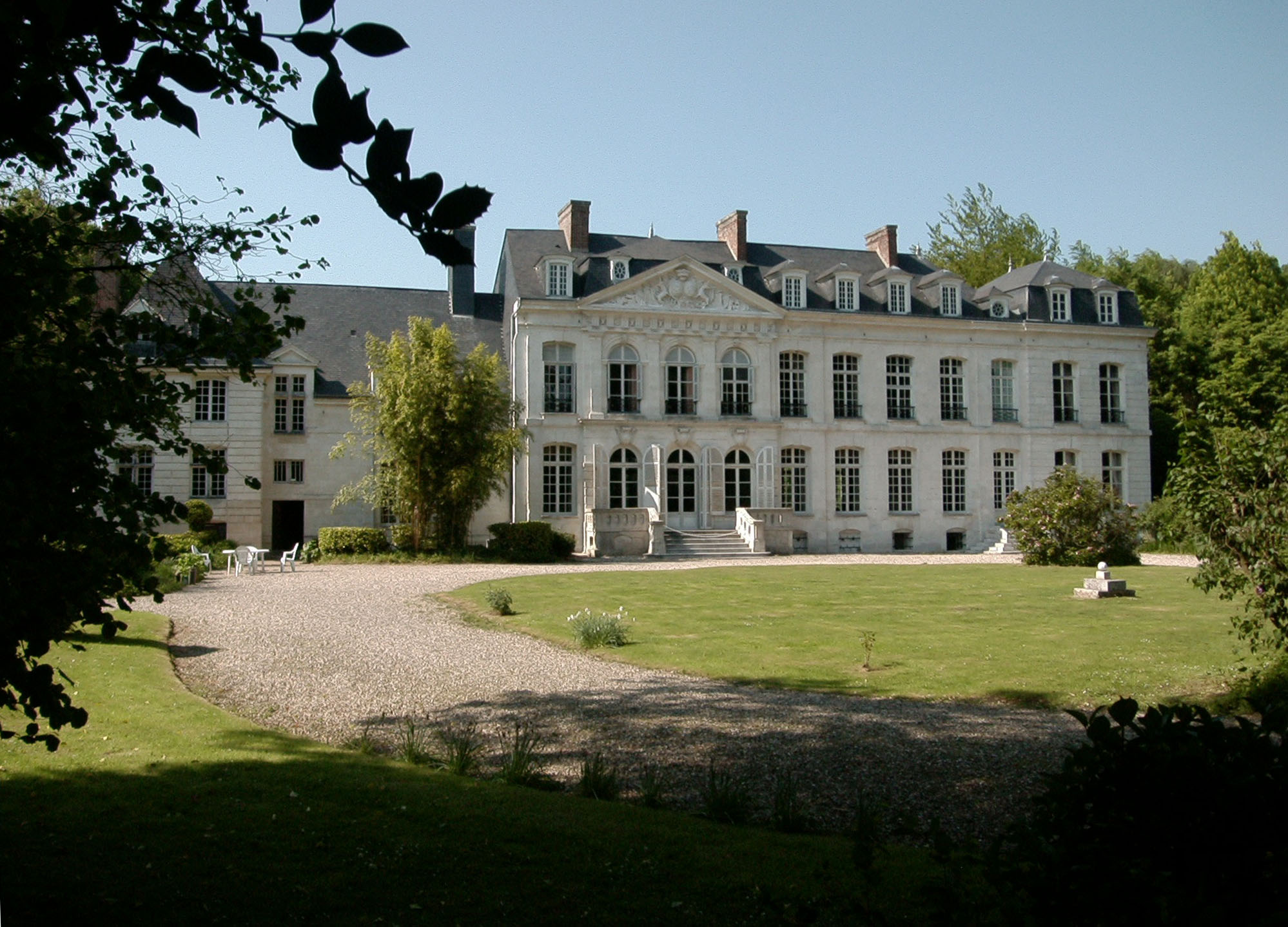
Château de Filières, Gommerville (1768-1780).
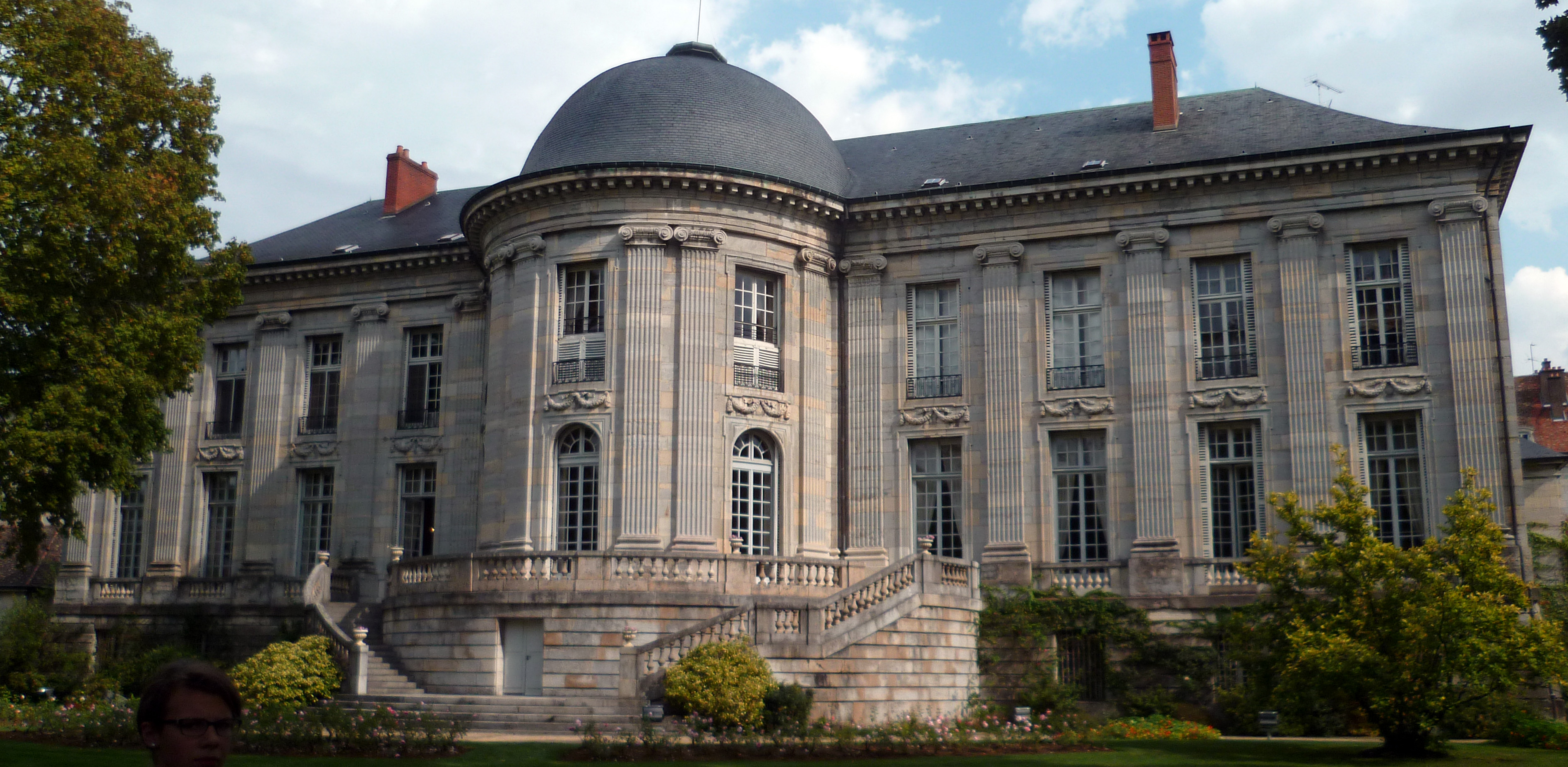
Hôtel de l'intendance de Besançon (1771-1778).
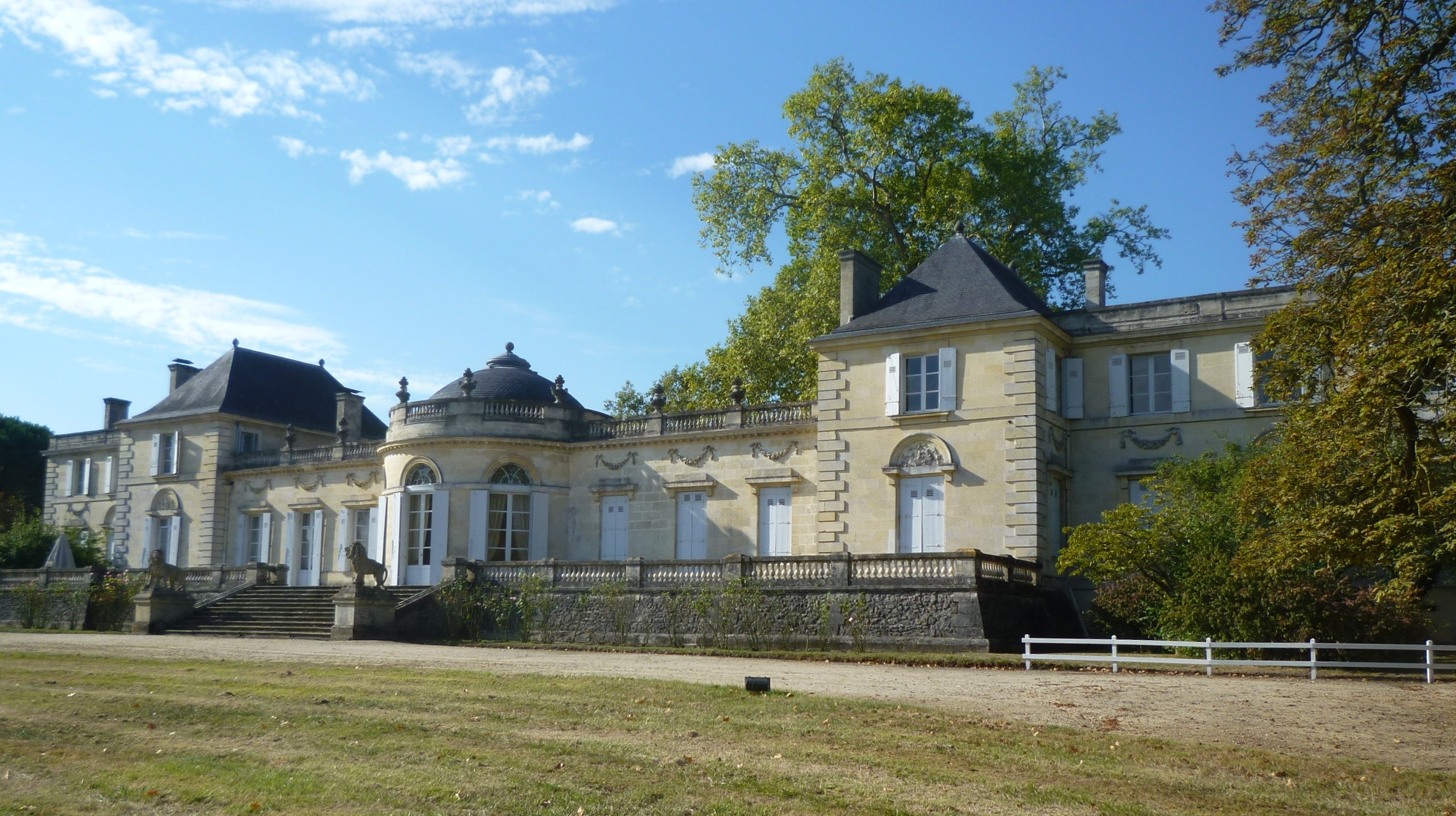
Château de Tauzia, Gradignan (1778).
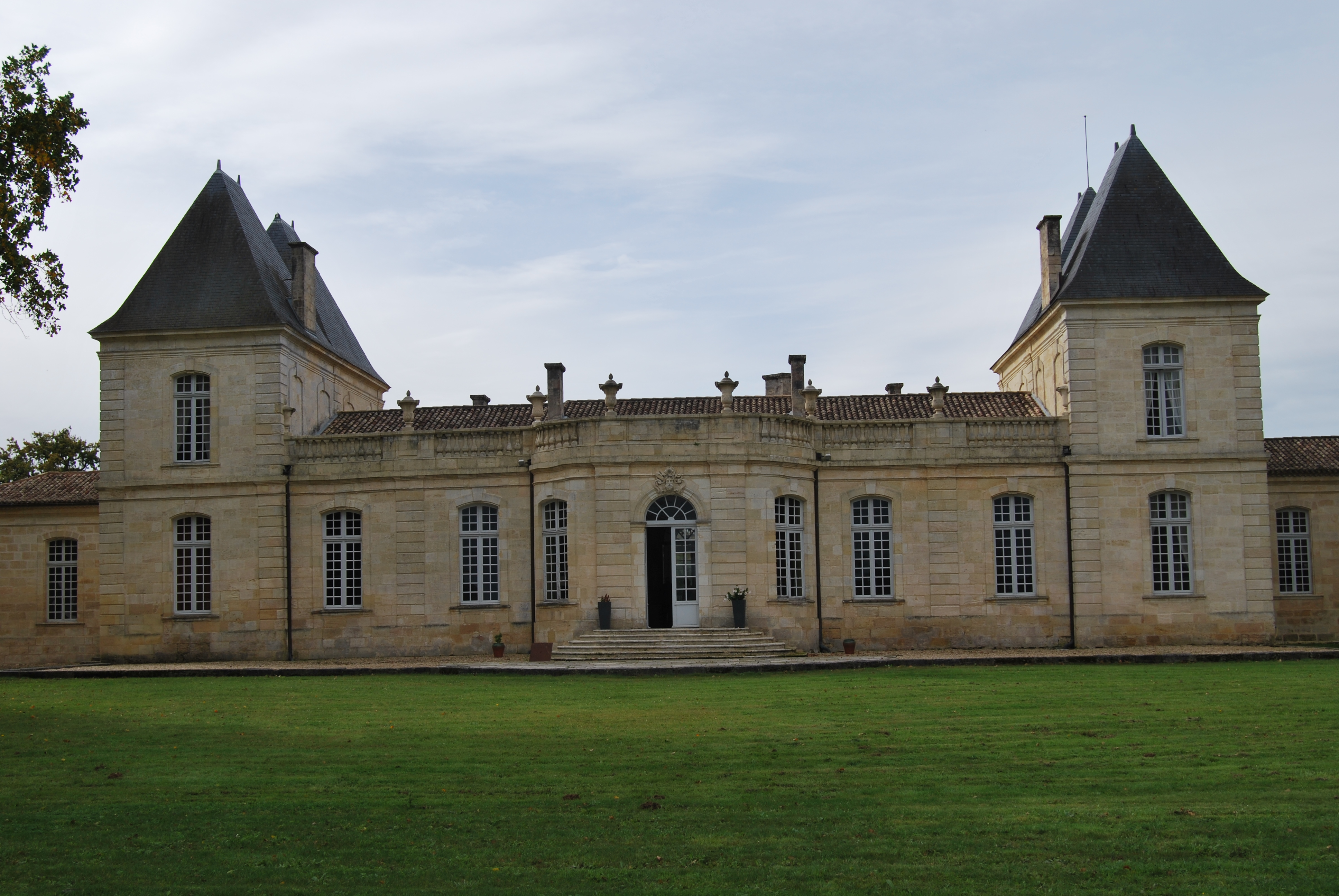
Château d'Anglade à Izon (1778).
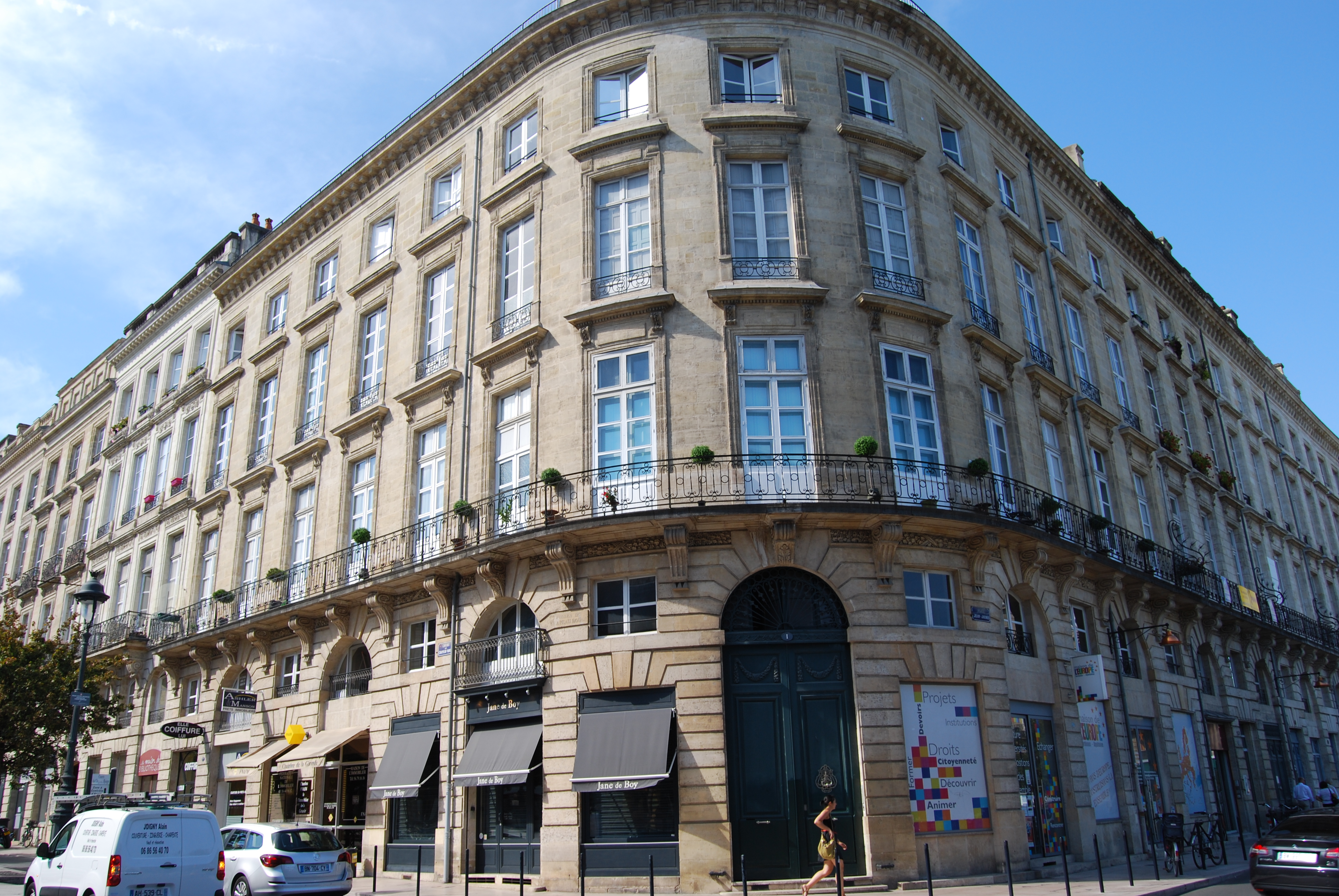
Hôtel Boyer-Fonfrède, Bordeaux (1778).
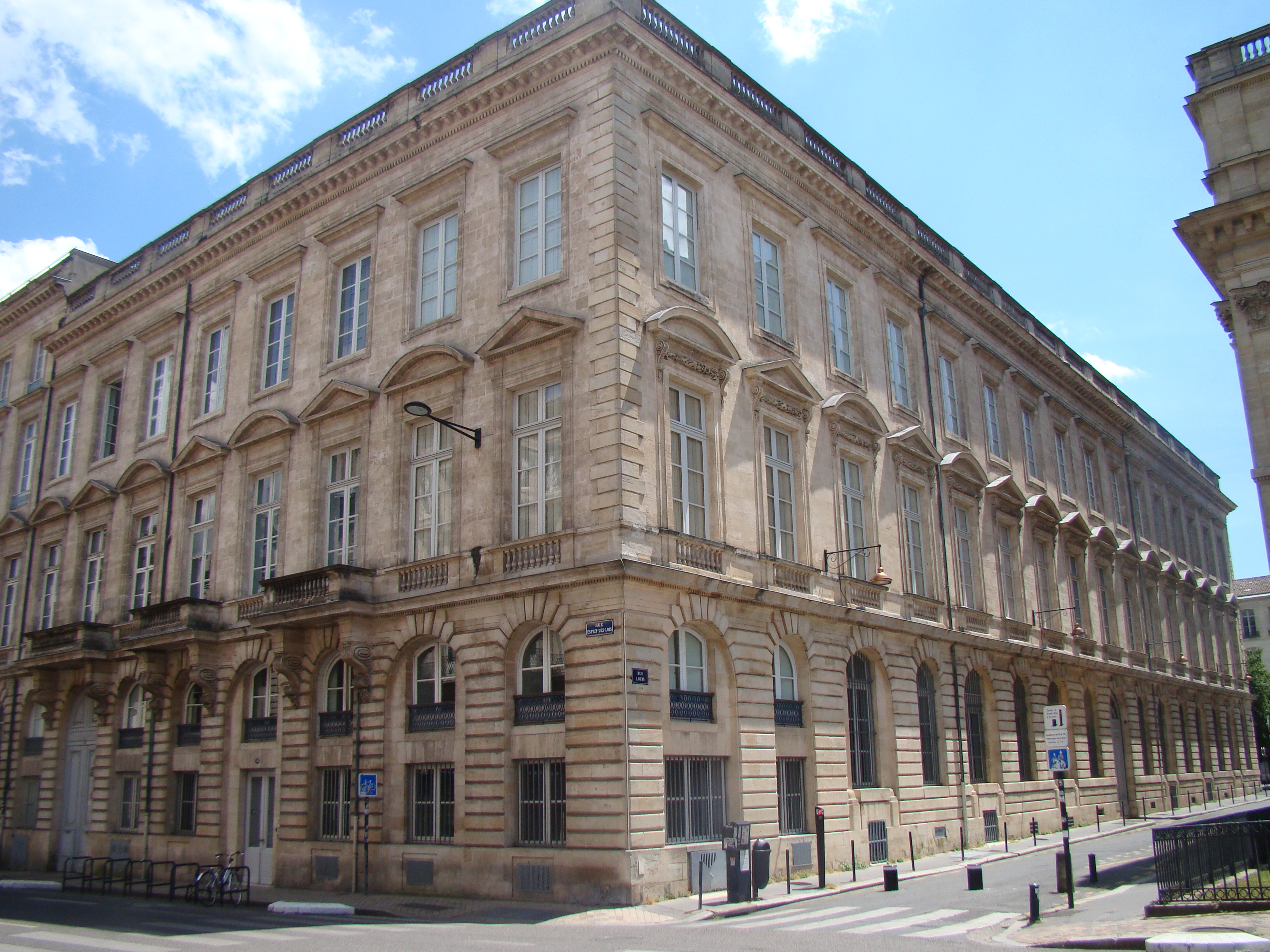
Hôtel de Saige, Bordeaux (1775-1777).
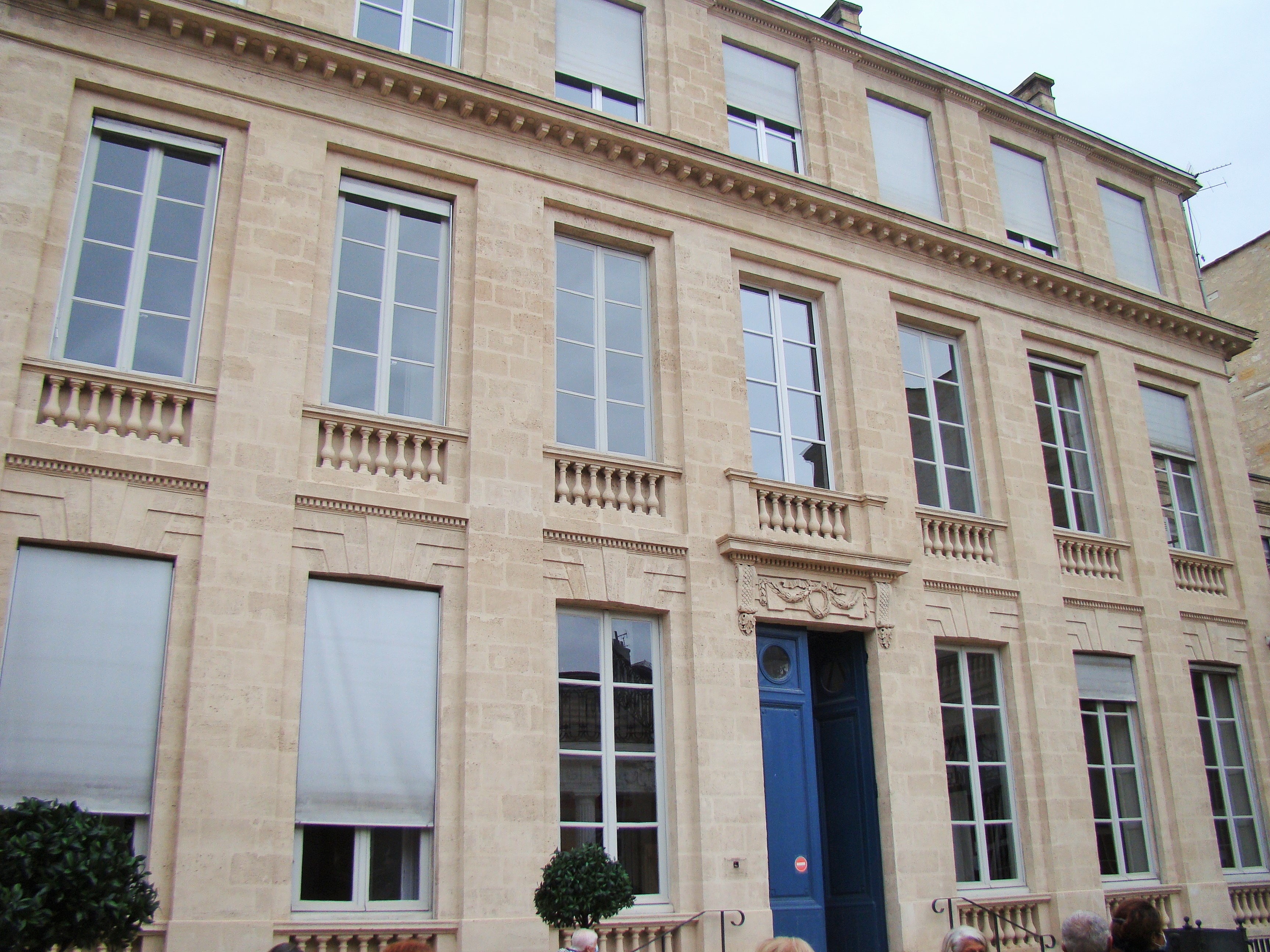
L'hôtel Nairac, Bordeaux (1775-1777).
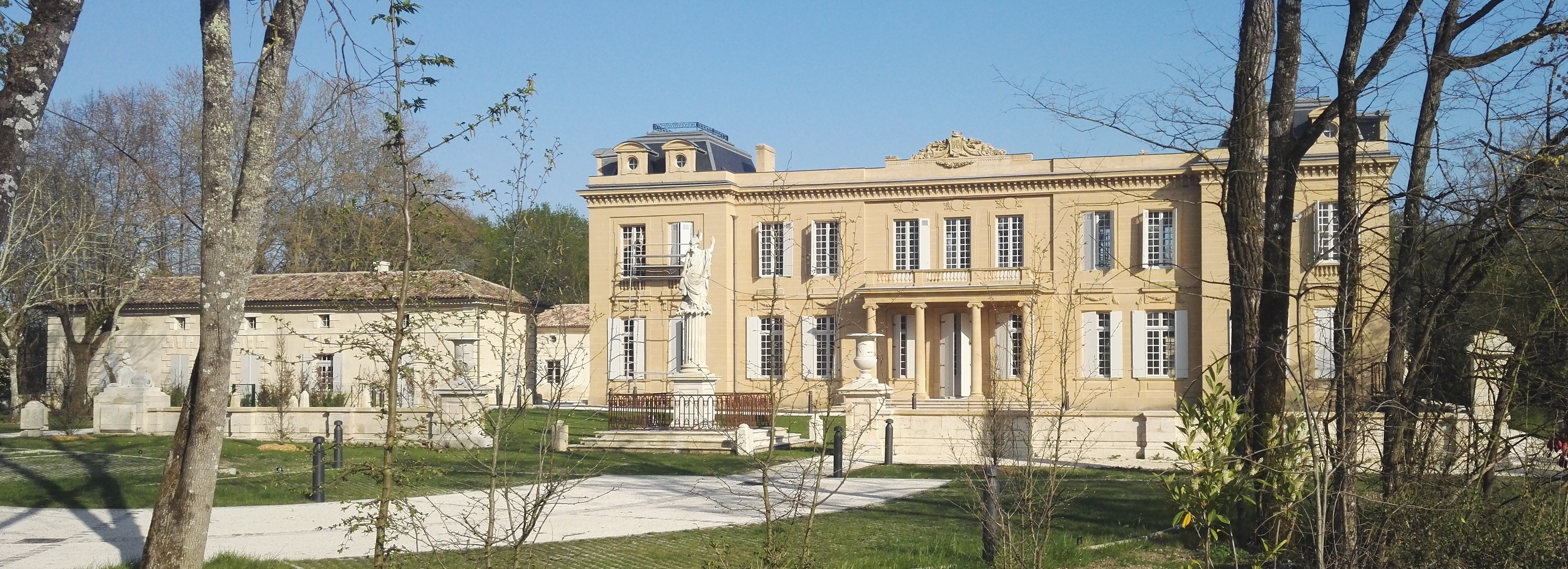
Château Raba, Talence (1783).
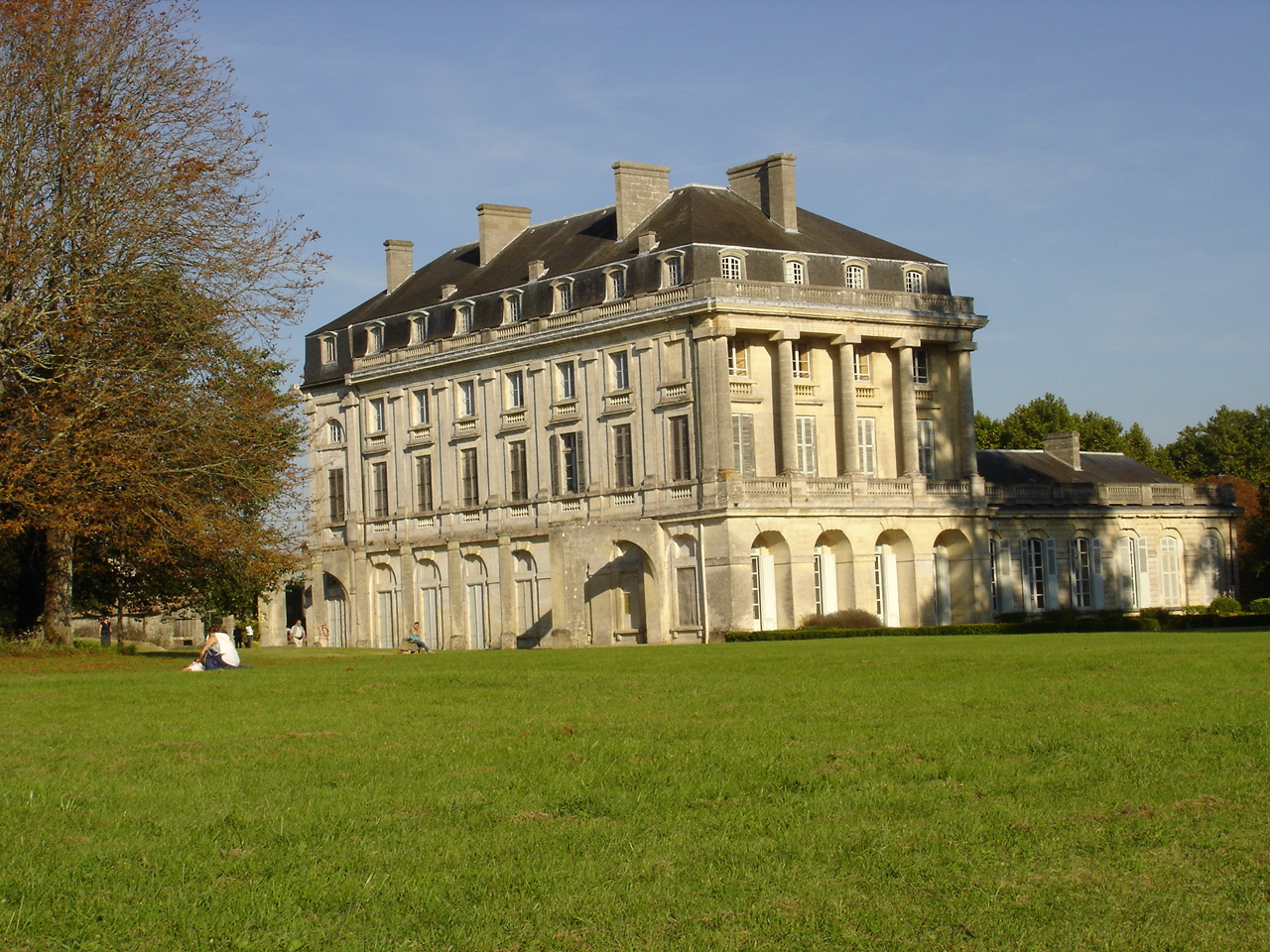
Château du Bouilh, Saint-André-de-Cubzac (1786-1789)
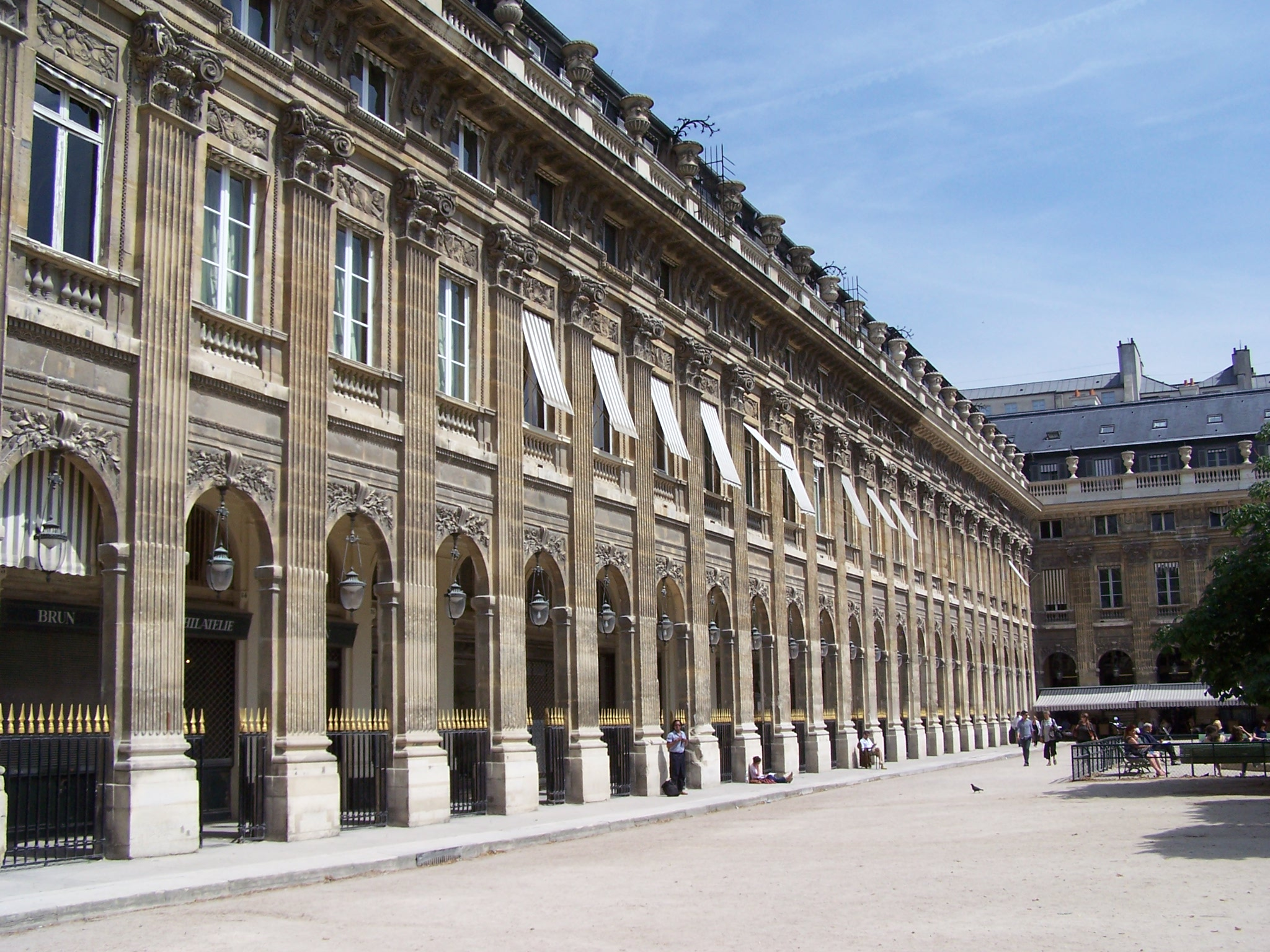
La Galerie du Beaujolais, Palais-Royal, Paris (1786-1790).
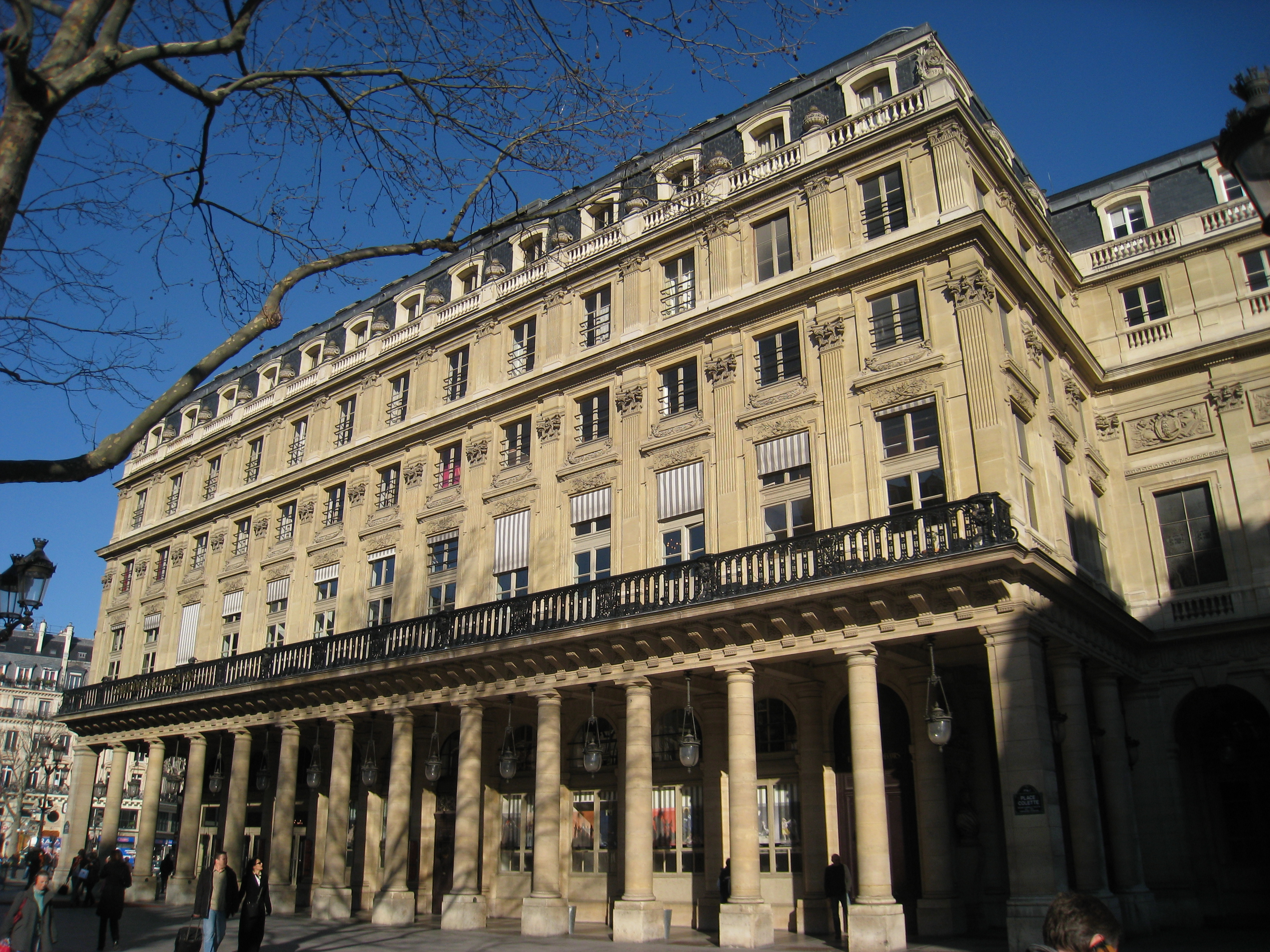
Façade de la Salle Richelieu au Palais-Royal (1786-1790).
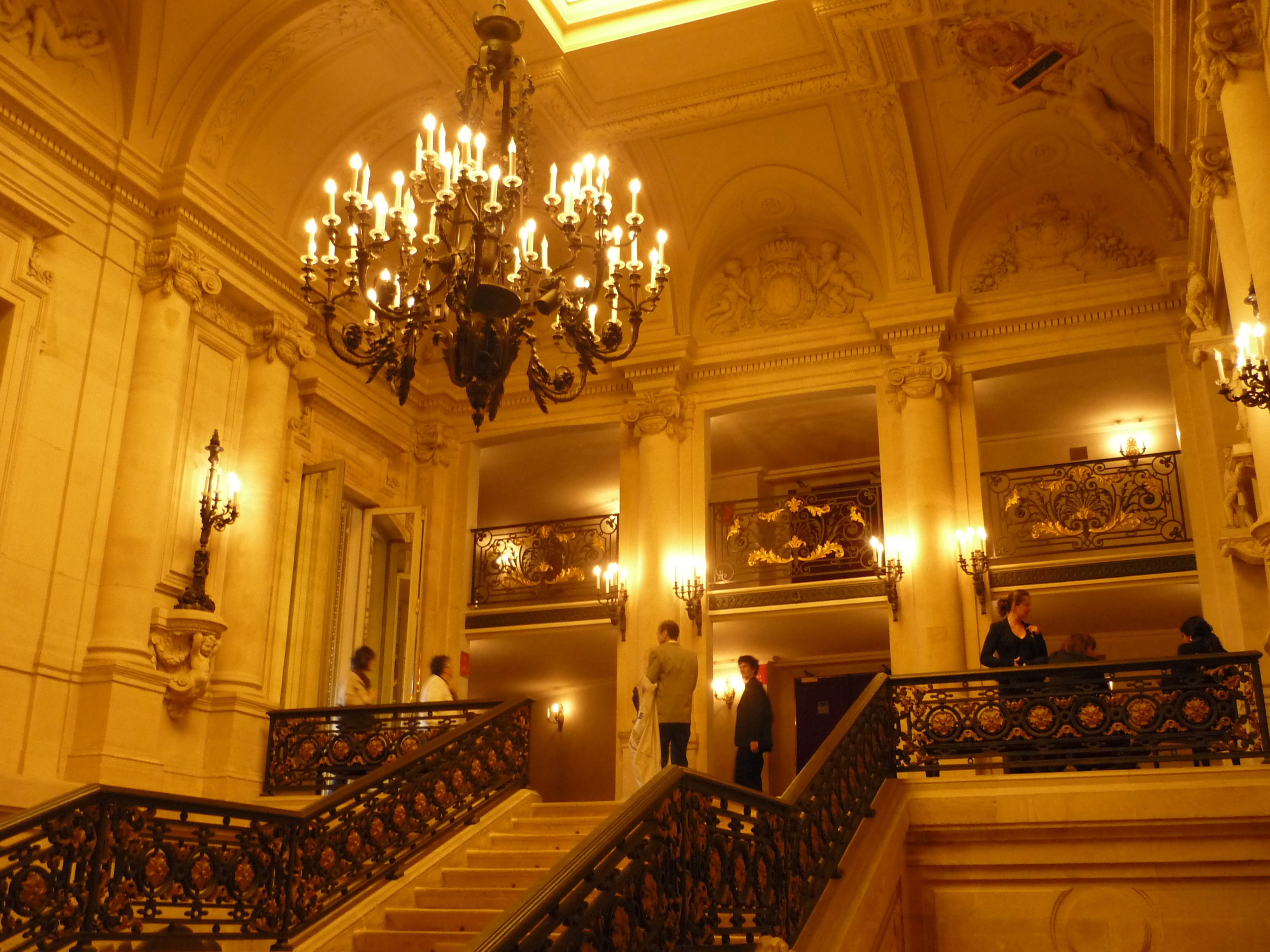
Grand escalier de la salle Richelieu (1786-1790), Paris, Palais-Royal.
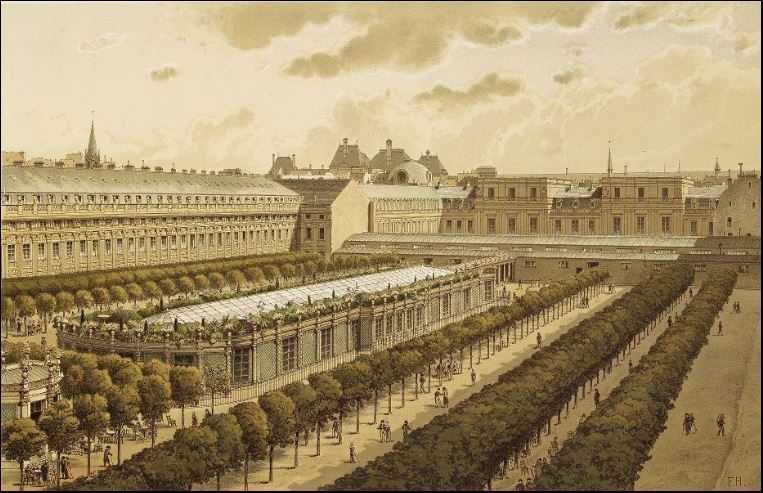
Le cirque semi-enterré du Palais-Royal (1787).

## Hommage

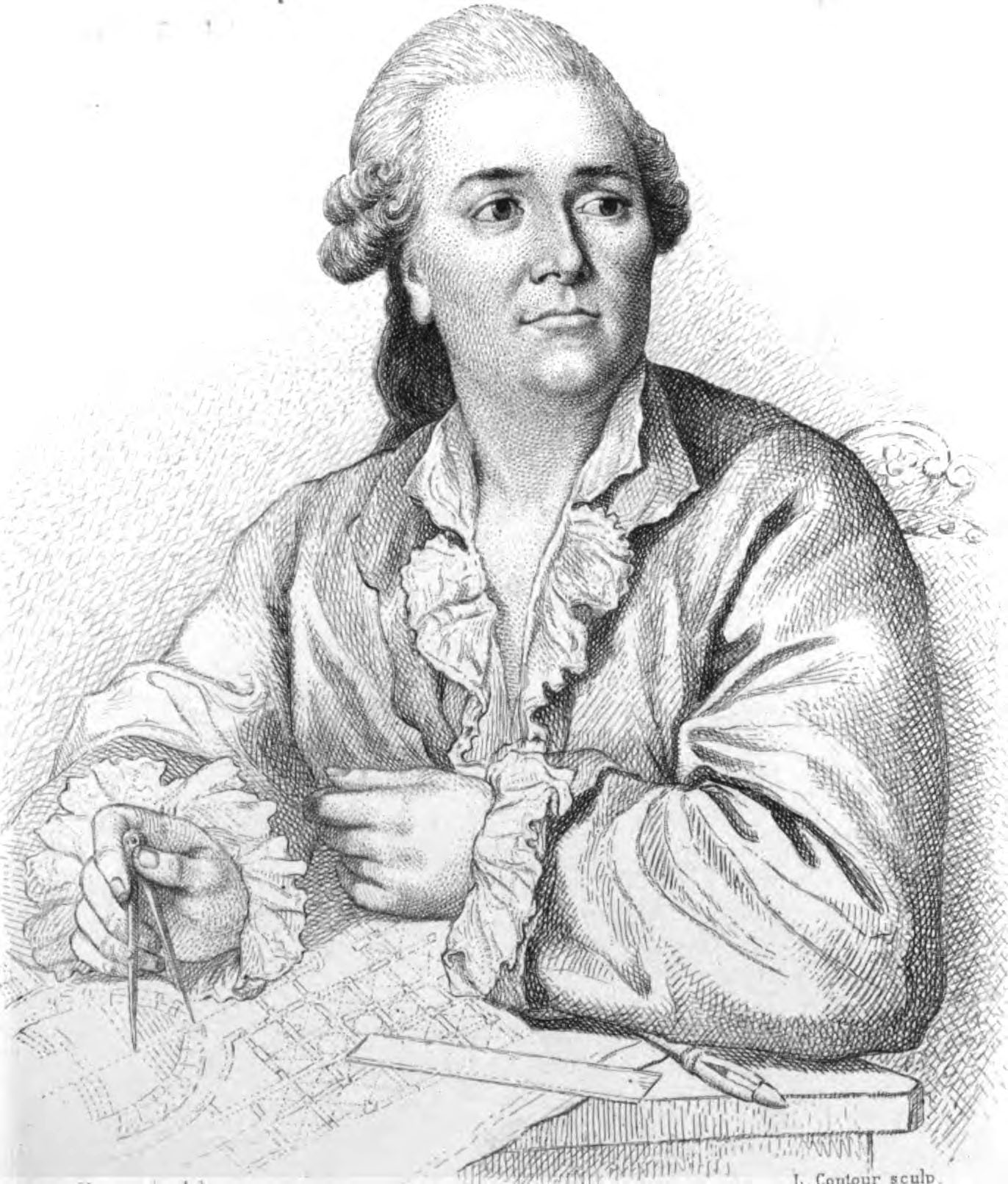
Gustave-Lucien Marquerie, Victor Louis (1881).

Pour Hugues Gall, ancien directeur de l'opéra Garnier, « Victor Louis est l’architecte à l’origine de toute la conception qu’a développée Garnier. Le Grand Théâtre de Bordeaux l’avait fasciné […] avec l’idée de grand salon d’entrée, celle des loges et des corbeilles […] ».
En 1980, à l'occasion du bicentenaire de l'ouverture du Grand-Théâtre de Bordeaux, l'écrivaine Florence Mothe publie la pièce de théâtre Le clou de Monsieur Louis.
Son nom a été donné à un lycée et à un collège à Talence (Gironde) et à la rue située derrière le Grand-Théâtre à Bordeaux.